# Bluesky
Bluesky er et socialt medie, hvor brugerne anvender mikroblogging, dvs. de skriver korte opslag på op til 300 tegn. Brugerne kan følge, kommentere og like andre brugeres indhold. Mediet minder derved på mange måder om konkurrenten X - tidligere kendt som Twitter. Ifølge flere eksperter er Blueskys attraktion, at det minder meget om Twitter, som denne platform var i gamle dage, inden den blev ændret til X og udviklede sig i en retning, som mange brugere var utilfredse med. Samtidig er teknikken, og det er nemt for nye brugere at blive oprettet.
Bluesky viser ikke reklamer og er gratis at betjene for brugerne, men tjener penge på at sælge domænenavne til interesserede brugere.
Bluesky blev frit tilgængeligt for alle i februar 2024, men oplevede for alvor vækst i antallet af brugere efter det amerikanske præsidentvalg i starten af november samme år. Fra den 5. til den 25. november voksede antallet af brugere således med 300 % til 3½ million daglige brugere. Det menes ikke mindst at være en konsekvens af, at X's ejer Elon Musk ændrede dette medies algoritmer for at øge sin egen indflydelse.
Pr. 25. januar 2025 angav Bluesky at have ca. 29 millioner registrerede brugere.

## Historie
Bluesky begyndte som et forskningsprojekt hos Twitter, anført af den daværende direktør Jack Dorsey. Hensigten var at udforske, om Twitter kunne decentraliseres. Bluesky er derfor et decentraliseret socialt medie, hvilket indebærer, at brugerne kan bestemme, hvilken server deres profil og data ligger på. De kan dermed også skifte server uden at miste deres indhold eller følgere. Dette har eksempelvis betydning, hvis en bruger ikke bryder sig om, hvordan indholdet modereres på den nuværende server. Tilhængere af decentraliserede sociale medier opfatter dette princip som en måde at sikre ytringsfriheden, samtidig med at brugerne bevarer kontrollen over deres data og indhold. Bluesky indsamler således betydeligt færre data om deres brugere end eksempelvis den lignende tjeneste Threads.
Bluesky begyndte sin virksomhed i 2019, men var i starten et medie, som man skulle inviteres til. I 2021 blev Jay Graber leder af mediet, og det blev udskilt fra Twitter, inden Elon Musk overtog dette selskab. Ejeren af Bluesky blev det nyoprettede selskab Bluesky Social. Bluesky var dermed både en protokol (dvs. et regelsæt), som alle kan bruge, et socialt forum og en virksomhed. I februar 2024 blev det åbnet for offentligheden. Dets popularitet voksede over tid i takt med kritik af, at X's ejer Elon Musk havde gjort X til en dårligere platform med en hård tone og større problemer med trolde og russiske bots. I dagene efter Præsidentvalget i USA 5. november 2024 voksede interessen eksplosivt. Pr. 18. november 2024 havde knap 20 millioner brugere tilmeldt sig Bluesky. Samme dag blev der delt 5-600 indlæg på dansk i timen på det sociale medie. Dagen efter blev der skrevet over 10.000 opslag på dansk alene på netværket. Der blev oprettet mindst 40.000 brugerprofiler i Danmark i de to uger fra 3. til 19. november 2024. På verdensplan var der ifølge Bluesky tale om 6 millioner nye brugere i samme periode.

## Bluesky sammenlignet med andre platforme
Ifølge datatjenesten Similarweb i november 2024 havde X omtrent 655 millioner aktive besøgende hver måned. Til sammenligning havde Instagram 6 milliarder besøgende og Facebook 12,5 millioner besøgende. Mikrobloggertjenesten Threads, der tilhører samme koncern som Facebook og kræver en Instagramkonto, havde 275 millioner månedlige brugere. Bluesky vurderedes på tidspunktet for denne undersøgelse at have lidt over 17,5 millioner brugere, mens et andet alternativ til X, Mastodon, havde lige under 15,5 millioner brugere.